# Rhogeessa genowaysi
Rhogeessa genowaysi is een zoogdier uit de familie van de gladneuzen (Vespertilionidae). De wetenschappelijke naam van de soort werd voor het eerst geldig gepubliceerd door Baker in 1984.

## Voorkomen
De soort komt voor in Mexico.